# Dorris Bowdon
Dorris Bowdon (Dorris Estelle Bowdon: Coldwater, de Misisipi, 27 de diciembre de 1914 - Los Ángeles, 9 de agosto de 2005) fue una actriz estadounidense conocida por su papel como Rosasharn en The Grapes of Wrath, adaptación de 1940 de la novela homónima de John Steinbeck; la película fue dirigida por John Ford y contó con Henry Fonda como actor principal.
Dorris Bowdon, de familia numerosa (una de siete hermanos) estuvo casada con Nunnally Johnson desde 1938 hasta la muerte de él en 1977, y tuvieron tres hijos; el primero nació en 1943, y ahí terminó prematuramente la carrera de Bowden. Era abuela del actor Jack Johnson.
Dorris Bowdon murió en Los Ángeles a los noventa años de un accidente cerebrovascular y del corazón. Fue incinerada y una porción de sus cenizas fueron esparcidas al mar y la otra parte está enterrada con su esposo Nunnally Johnson en el Cementerio Westwood Village Memorial Park.

## Filmografía
- 1943: Se ha puesto la luna (Molly Morden)
- 1940: Jennie (Lottie)
- 1940: The Grapes of Wrath (Rosasharn Rivers)
- 1939: Drums Along the Mohawk (Mary Reall)
- 1939: Young Mr. Lincoln (escenas eliminadas: Carrie Sue)
- 1938: Down on the Farm (Tessie Moody)
- 1938: Always Goodbye (no acreditada)